# Fruängen (tunnelbanestation)
Fruängen är en tunnelbanestation längs Stockholms tunnelbana. Den är ändstation för den röda linjen (linje 14) och ligger närmast till station Västertorp, 8,1 km från station Slussen. Stationen har entré i Fruängens centrum vid Fruängsgången och Fruängstorget.
Den ligger 46,8 meter över havet och är den högst belägna i tunnelbanenätet. Spårservitut finns från Fruängen till Herrängen (fram till Herrängsvägen 113) för eventuell framtida förlängning av Fruängsgrenen söderut.

## Historik

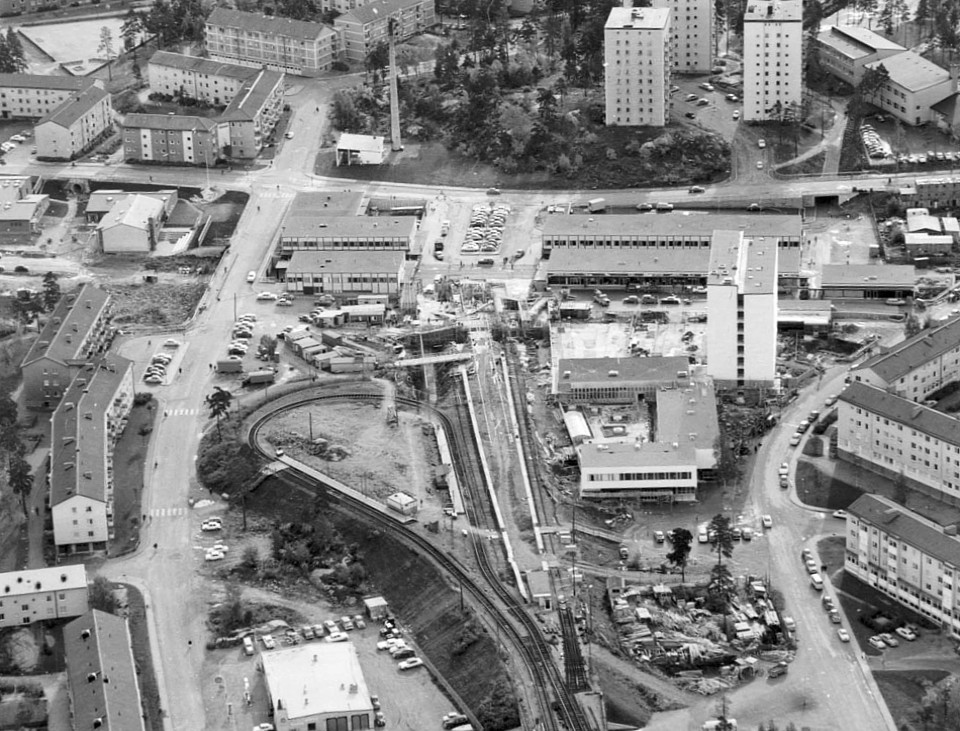
Stationen under byggnad 1960/1961.

Stationen ritades av arkitekt Magnus Ahlgren och invigdes 5 april 1964. Byggnaden är grönmärkt av Stadsmuseet i Stockholm vilket innebär att bebyggelsen anses vara ”särskilt värdefull från historisk, kulturhistorisk, miljömässig eller konstnärlig synpunkt”.
På invigningsdagen tog kung Gustaf VI Adolf den nya tunnelbanelinjen till ändhållplatsen, där han togs emot av scouternas Vargungar och Blåvingar samt av en kör bestående av elever från Adolf Fredriks musikklasser. Carl Albert Andersson, ordförande i stadsfullmäktige, höll tal.
Banan trafikerades till en början av spårvagnar, linje 14 och 17, från 1956. På ett flygfotografi från början av 1960-talet syns stationen under uppförande och spårvägens slinga för vändning av spårvagnarna.
Stationen har sedan 2005 konstnärlig utsmyckning av Fredrik Landergren i entréhallen, samt utanför stationen mot busstationen, i form av infällda glasmosaikbilder av människohuvuden.

## Galleri

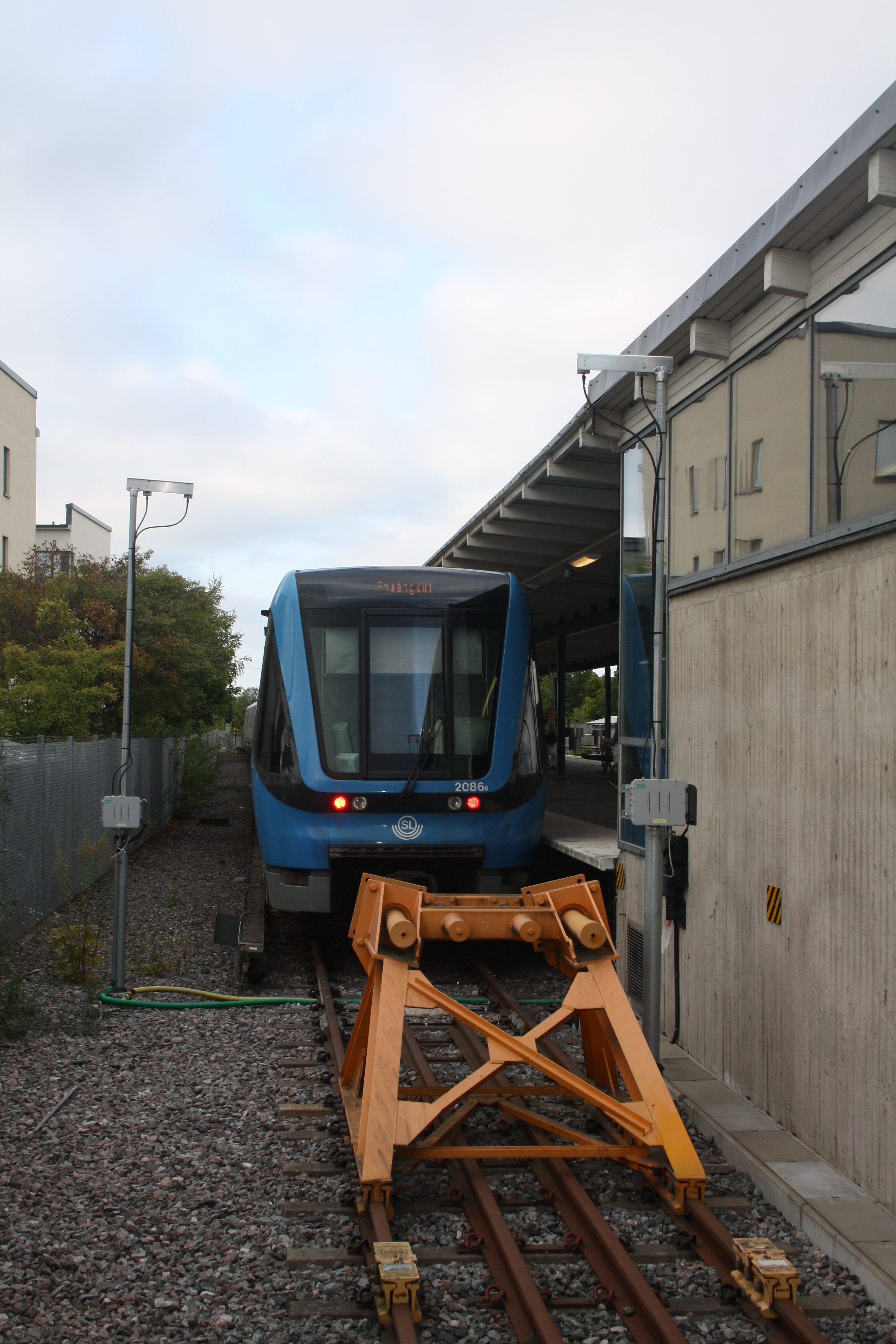
C20 framför stoppbock i Fruängen.
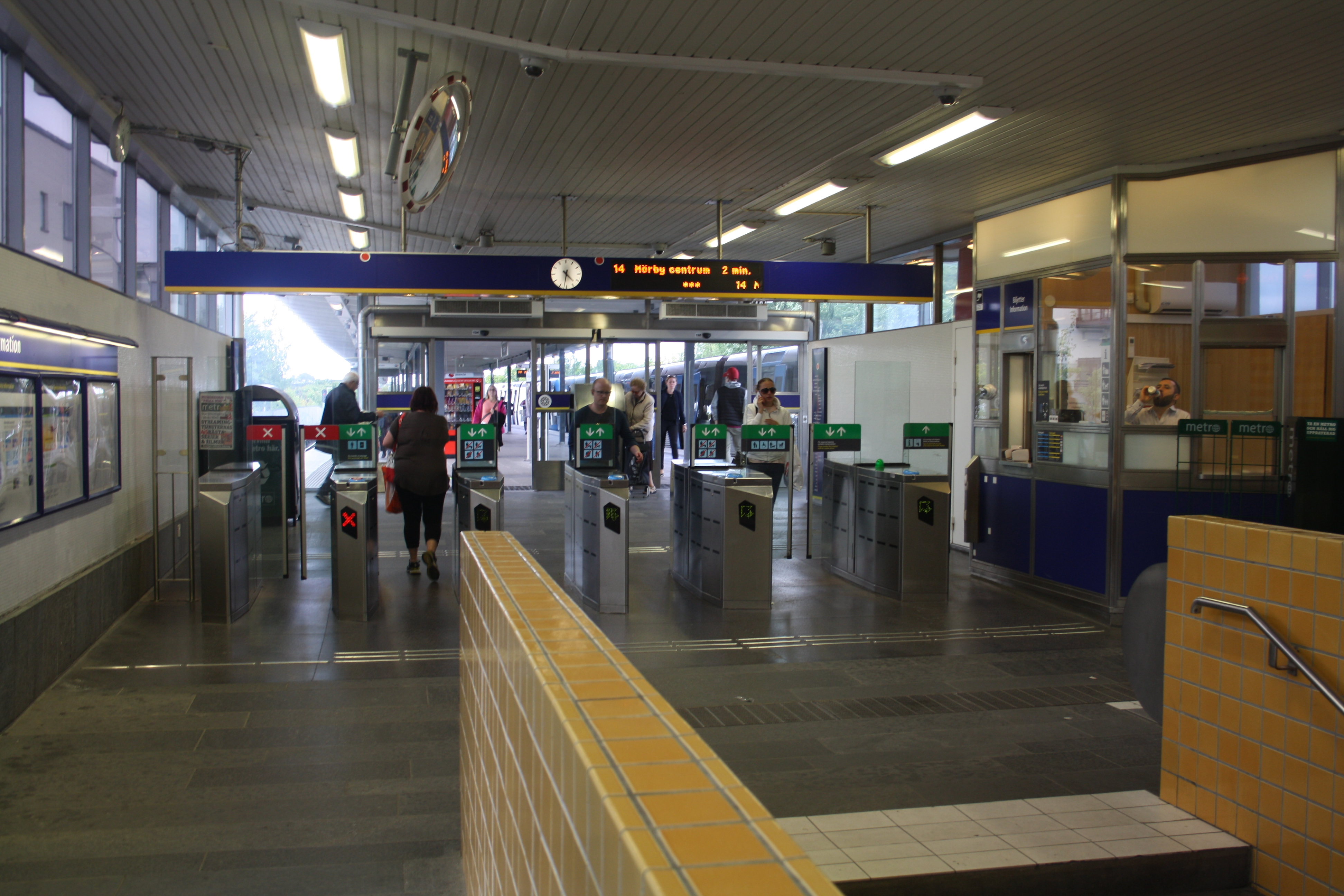
Spärren.
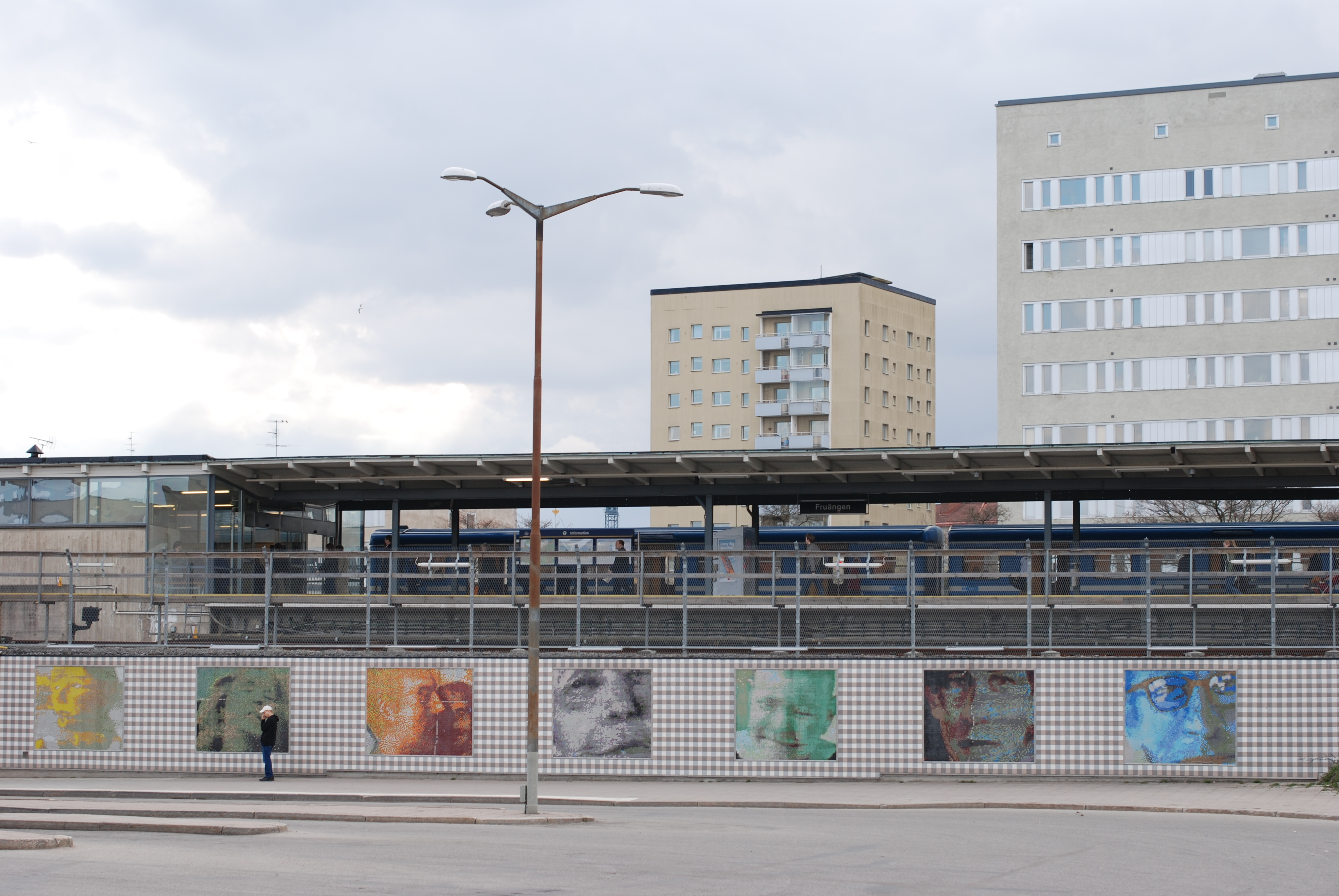
Glasmosaikbilder av Fredrik Landergren utanför tunnelbanestationen.
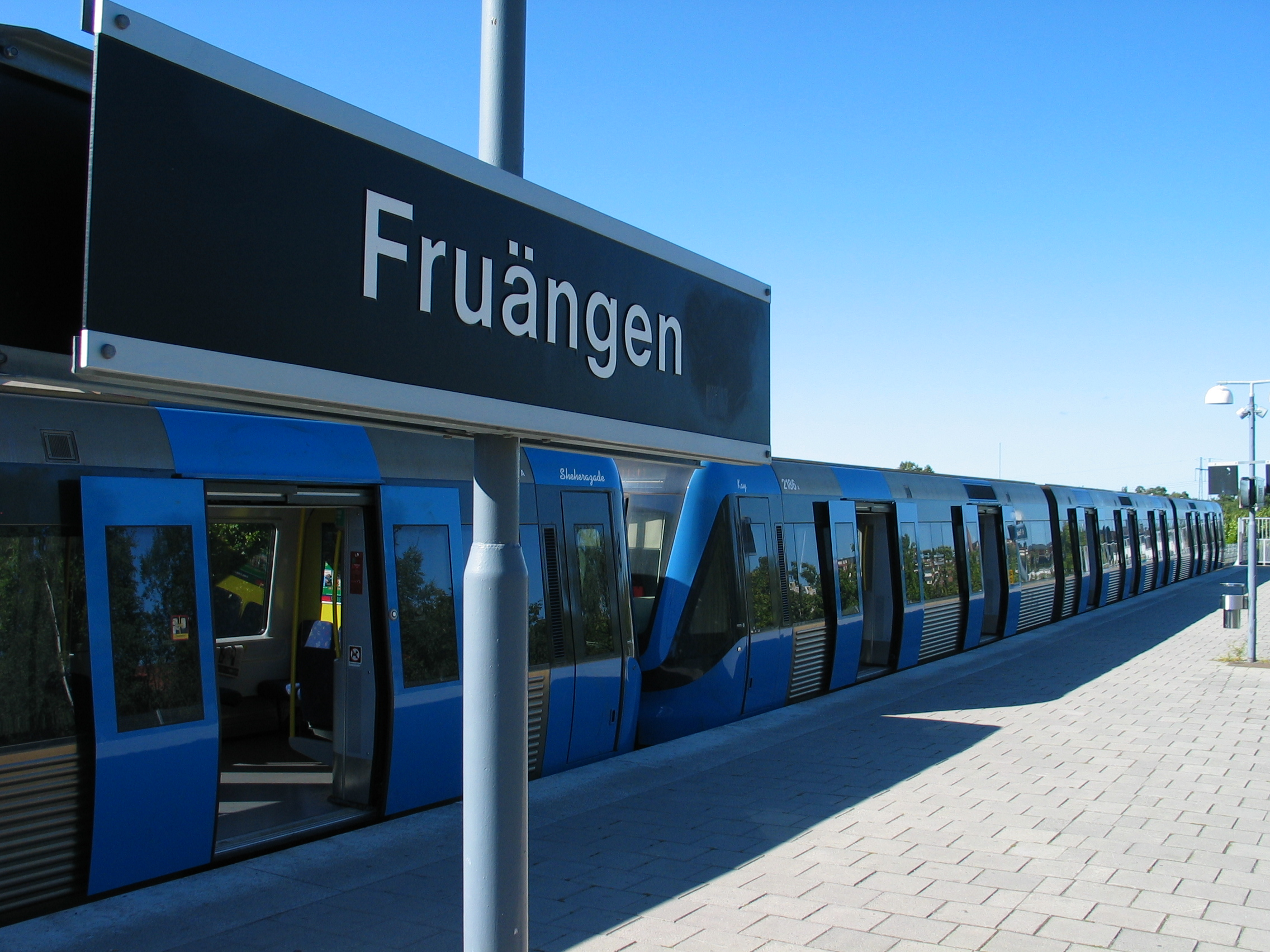
C20 i Fruängen.